# Queen of Kings (sang)
Queen of Kings er en norsk popsang fra 2023 fremført af den norsk-italienske sangerinde Alessandra Mele. Sangen blev udgivet den 9. januar 2023 og vandt det norske Melodi Grand Prix samme år. Den er skrevet af Mele selv, sammen med Henning Olerud, Stanley Ferdinandez og Linda Dale.
Forud for den norske finale blev sangen en viral succes på de sociale medier, og i starten af februar toppede "Queen of Kings" den globale Viral-hitliste på streamingtjenesten Spotify . I uge 6 i 2023 gik sangen også til tops på den norske singlehitliste.
Som vinder af Melodi Grand Prix 2023 er "Queen of Kings" Norges bidrag i Eurovision Song Contest 2023 i Liverpool i Storbritannien.